# تيري سي. جونستون
تيري سي. جونستون (بالإنجليزية: Terry C. Johnston)‏ (1947 - 25 مارس 2001)؛ روائي أمريكي.